# Cilindre hidràulic

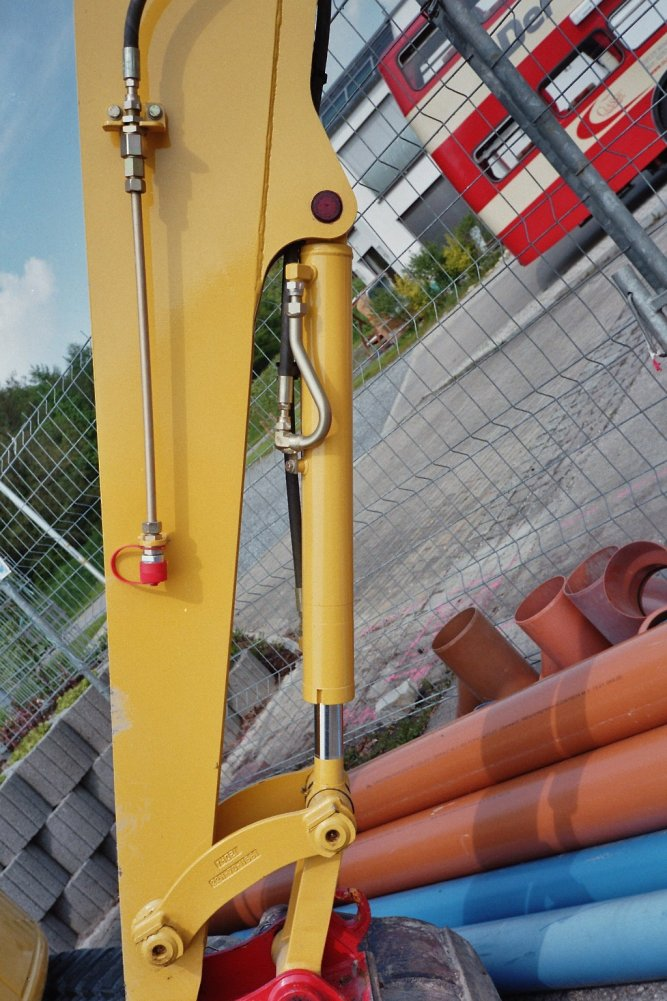
Cilindre hidràulic de doble efecte.

Un cilindre hidràulic es un actuador mecànic que té per funció transformar la pressió del fluid en moviment mecànic, lineal, que es aprofitat per moure elements de màquines o mecanísmes. Es per aquest motiu que acostumen a muntar-se al final del circuit En els cilindres pneumàtics el fluid és aire comprimit. Els cilindres hidràulics s'utilitzen àmpliament per aixecar objectes pesats a la indústria. Aquest dispositiu és una part irremplaçable de tots els sistemes hidràulics.

## Construcció i funcionament
El cilindre hidràulic consisteix bàsicament en dues peces: un cilindre barril i un pistó o èmbol mòbil, que divideix l'interior del cilindre en dues càmeres, i sobre el qual actua el fluid, aquest pistó va connectat a una tija (en argot "vàsteg". I a vegades dos). El cilindre barril està tancat pels dos extrems per dues tapes, o culates. Una de les quals esta foradada per deixar passar la tija. Tant el pistó com el forat de la culata estan guarnits amb retens de contenció del fluid. També cal ressaltar que normalment en els dos extrems del cilindre existeixen un elements de fixació mecànica amb llibertat de moviment que es a on actua el cilindre.
Les característiques principals dels cilindres son la cursa i el diàmetre, per tant la força màxima és funció de la superfície activa de l'èmbol i de la pressió màxima admissible, a on:
{\displaystyle F=P*\pi *((D)^{2})/4} a on P= pressió en Kg/cm², D= diàmetre del pistó en cm, F=Força en Kg
Aquesta força és constant des de l'inici fins a la finalització de la carrera. La velocitat depèn del cabal hidràulic del fluid i de la superfície del pistó. Segons la versió, el cilindre pot realitzar forces de tracció i/o compressió.

## Classificació

Esquema de funcionament d'un cilindre de doble efecte

De forma general els cilindres poden ser classificats en dos grups
- De simple efecte, en què el fluid no més actua en una cara del pistó, i el retrocés s'efectua per una molla o la gravetat
- Doble efecte, quan el fluid actua en els dos costats del pistó

Dins d'aquesta classificació primària i existeixen altres classificacions com :
- Normalment el cilindres de doble efecte son asíncrones, ja que les dues càmeres no tenen la mateixa capacitat, en una d'elles hi ha la tija.
- Sincrones, Quan el pistó posseeix les dues tiges, sempre que siguin iguals, llavors seran síncrones.
- Amb amortidor de fi de cursa, quan existeix un escaló, tant en el pistó com a la culata que alenteix el fi de la cursa.
- De cursa llarga o telescòpics, ja que al tenir la tija telescòpica tenen més cursa que un cilindre clàssic.
- Conversor de pressió, quan un pistó actua sobre un altre de diferent secció.
- Tàndem, quan son dos o més els pistons que actuen sobre la mateija tija. Indicats per esforços molt grans.